# Race aryenne
Pour le courant de pensée des débuts du christianisme, voir Arianisme.
Pour un article plus général, voir Race humaine.
 (septembre 2016).
- Si vous ne connaissez pas le sujet, laissez ce bandeau (vous pouvez alors contacter les auteurs).
- Si vous supprimez le contenu mis en cause (vous pouvez préalablement contacter les auteurs),

argumentez précisément cette suppression dans la page de discussion
(un manque de référence n'est pas un argument ; une recherche réelle de référence doit avoir été effectuée, être formellement documentée).
La « race aryenne » est un concept pseudoscientifique propre à la culture européenne qui a eu cours à la fin du XIXe siècle jusqu'au milieu du XXe siècle. Il dérive de l'idée selon laquelle les premiers peuples parlant les langues indo-européennes et leurs descendants jusqu'à l'époque moderne auraient constitué une « sous-race » de la race caucasienne. Dans son application la plus connue, le nazisme, il était affirmé que les premiers Aryens ressemblaient physiquement aux représentants des peuples nordiques, l'idéologie du Troisième Reich translatant le berceau oriental des Aryens sur le territoire du nord de l'Allemagne et du sud de la Scandinavie. La croyance en la supériorité de la « race aryenne » est parfois nommée « aryanisme ».

## Étymologie
L'expression « race aryenne » désigne à l'origine la « race » des Aryens, un ancien peuple de langue indo-européenne. Il pourrait venir de l'indo-européen aryos (« noble ») et pourrait être l'auto-ethnonyme des premiers Indo-européens.

## Dérive du concept
L'expression a ensuite été largement utilisée par les nazis, reprenant les théories de classification et de hiérarchisation des races humaines édifiées dans des travaux tels que ceux de l'Anglais Houston Stewart Chamberlain ou du Français Georges Vacher de Lapouge. Ces théoriciens du racisme affirmaient la supériorité des types « nordiques » et des civilisations anglo-saxonnes et les plaçaient au sommet d'une pyramide, dont la base correspondait aux peuples d'Afrique noire.
Les nazis ont adopté ce type de classement, partant du principe que les Anglo-Saxons ne sont après tout que des Germains. Parallèlement, la « race humaine » aryenne était considérée comme supérieure à toute autre « race » et se devait de conserver ou restaurer sa « pureté ». Cette idéologie prend le nom d'aryanisme.
Les scientifiques de cette époque utilisaient l'expression « race nordique », dans un contexte où la notion de « race humaine » n'était pas encore abandonnée.

## Historique

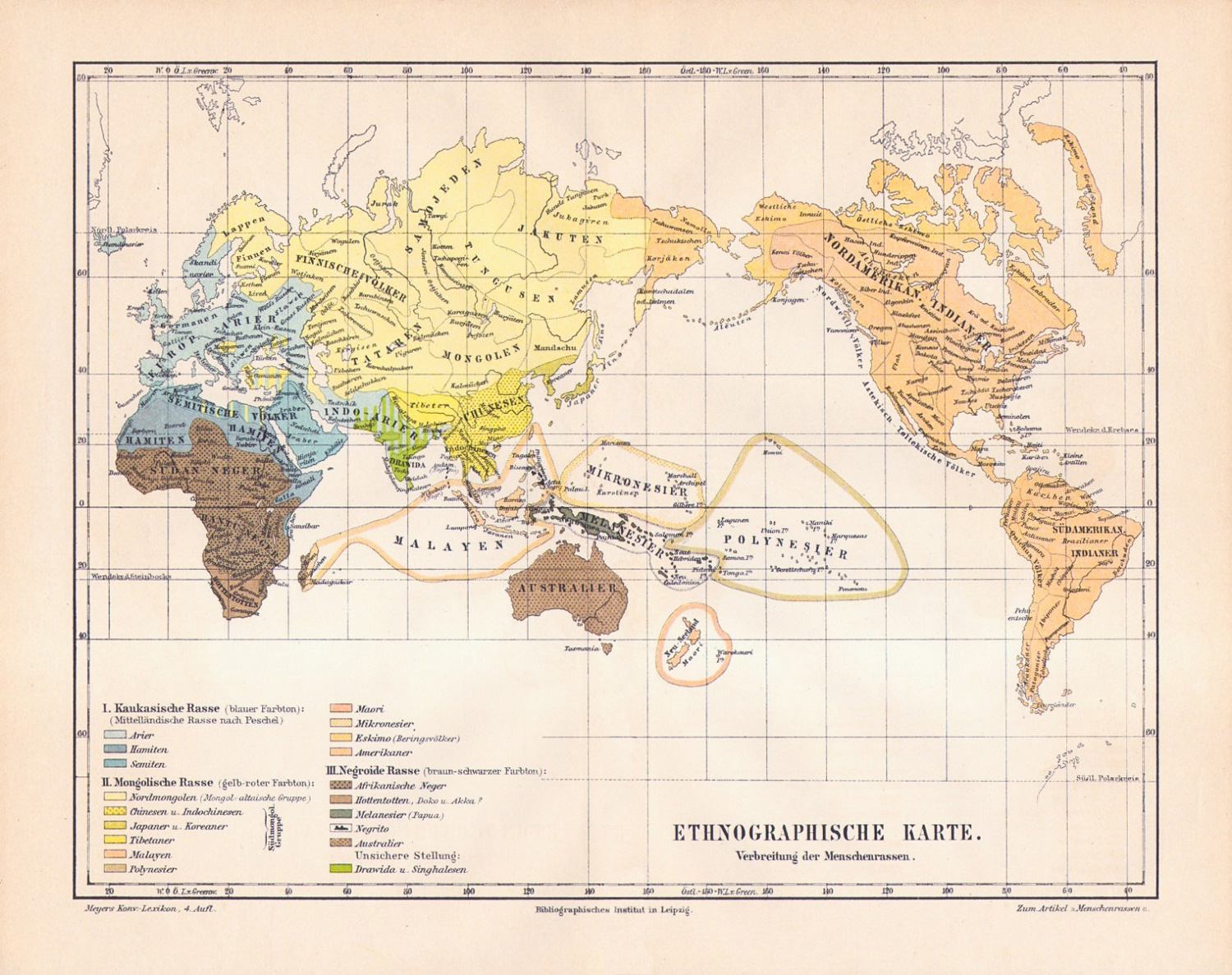
Carte Meyers Konversations-Lexikon (1885-90) montrant la répartition des différentes races humaines sur la Terre, 1885-90

L'idée d'une race pure, la race indo-européenne ou aryenne, dont les nazis prétendaient rechercher la pureté, n'est que l'un des aboutissements de théories pseudo-scientifiques du XIXe siècle cherchant à expliquer les inégalités sociales, ou encore à fonder la légitimité du colonialisme et de la ségrégation par la question des races, de l'eugénisme et du darwinisme social. La persécution des Juifs, avec l'application de la Solution finale, des Tziganes et des autres minorités dites « inférieures », instaurée par l'Allemagne nazie, ainsi que le réarmement et la conquête militaire de l'Europe, se voulaient justifiés par la nécessité d'assurer la suprématie de la « race aryenne » prétendue supérieure.

### Darwinisme social
En 1859, Charles Darwin publiait L'Origine des espèces, livre dans lequel il expliquait le mécanisme de la sélection naturelle qui permet, lors de changements environnementaux, aux individus d'une espèce animale adaptés aux nouvelles conditions de survivre et procréer alors que les autres sont condamnés à ne pas avoir de descendance. Peu de temps s'écoula avant qu'Herbert Spencer, un autre anglais contemporain de Darwin, décidât d'appliquer l'idée de sélection des plus aptes aux individus et sociétés humaines. D'autres suivirent, tels Arthur de Gobineau ou Ernst Haeckel, fondateur du Deutscher Monistenbund (Ligue moniste allemande), qui contribua à l'élaboration de la doctrine biologico-politique des nazis.
Pourtant, ces nouvelles théories, que l'on appela darwinisme social, n'avaient que peu à voir avec les théories de Darwin, et relevaient d'une mauvaise interprétation de celles-ci. En effet, Darwin ne définit pas a priori les plus adaptés, les meilleurs du point de vue de la reproduction. Il constate plutôt a posteriori que certains individus, aidés par leurs caractéristiques physiques, ont plus de descendants que d'autres. Il définit alors ces individus comme étant les mieux adaptés. En effet, favoriser tel ou tel individu n'est donc pas constater sa supériorité, c'est au contraire la nier puisque les individus réellement supérieurs n'auraient pas besoin qu'on les favorise. Dans sa correspondance avec son neveu Francis Galton en date du 4 juillet 1873, il écrit : « Mais la nature ne considère certainement pas plus attentivement les races que les individus, comme en témoigne la multitude de races et d’espèces qui ont disparu. Ne serait-il pas plus vrai de dire que la nature ne se soucie que des individus supérieurs et fait alors ses races nouvelles et meilleures ? Mais nous devrions tous les deux frémir en utilisant si librement le mot « Nature » après ce que De Candolle a dit. » Darwin fait référence à Alphonse de Candolle et à son chapitre L'hérédité et la sélection dans l'espèce humaine (1873).
Mais l'idée originale de « survie des individus adaptés » fut graduellement transformée en « survie des individus supérieurs », pour finalement devenir « domination des individus supérieurs »[réf. nécessaire].

### Développement raciste de ces théories

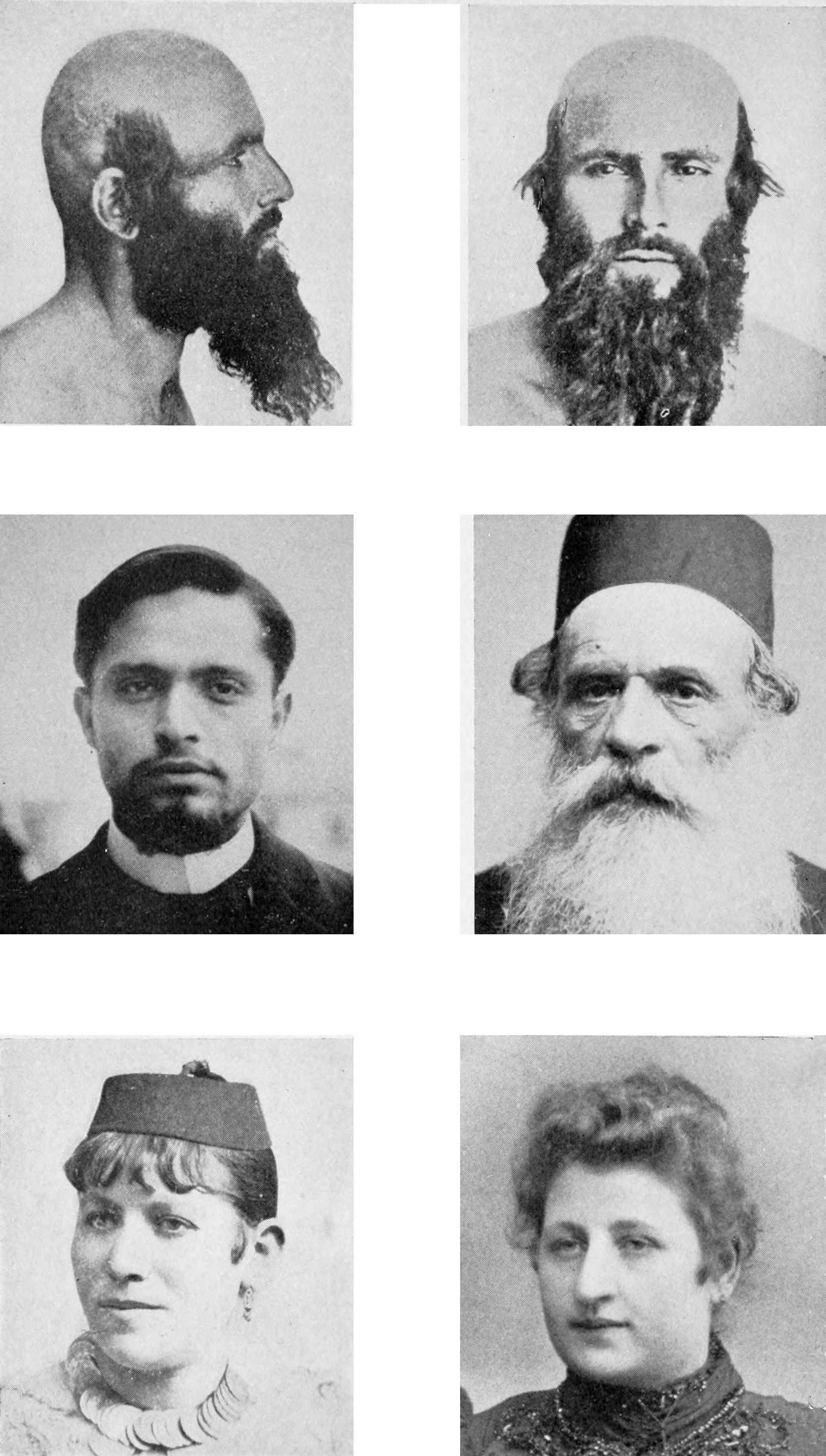
« Types juifs », The Popular science monthly, vol. 54, 1898

Arthur de Gobineau (1816-1882) soutint, dans son Essai sur l'inégalité des races humaines de 1855, que la « race » indo-européenne supposée était l'ancêtre de toutes les classes dirigeantes d'Europe, et notamment de la noblesse française, dont il était issu.
Son ouvrage n'avait, après tout, qu'un caractère rétrospectif et pessimiste car Gobineau y constatait le déclin manifeste des anciennes classes dirigeantes, dans le nouveau contexte plus démocratique. A l'époque, l'inégalité des races humaines paraissait démontrée à beaucoup d'Européens par l'unification colonisatrice du monde, que les colons d'origine européenne semblaient en passe de pouvoir achever.

#### En Allemagne
En 1871, Ludwig Geiger, historien juif allemand et fils du rabbin Abraham Geiger, émit l'idée que l'Europe centrale abritait le foyer de la race aryenne[source secondaire nécessaire]. En 1878, Theodor Poesche fait paraître Les Aryens : Une contribution à l'anthropologie historique. Il place l'origine des populations indo-européennes dans les marais de Rokitno, en Russie occidentale, où l'albinisme était fréquent. Il attribue aux Aryens les caractéristiques des populations nordiques.
Entre 1883 et 1891, l'anthropologue Karl Penka utilise le terme « Aryen » dans un sens linguistique et l'étend dans une large acceptation de race et de culture. S'appuyant sur les différentes disciplines scientifiques de son époque, il popularise l'idée que les Aryens avaient émergé en Scandinavie et qu'ils pouvaient être identifiés par des caractères physiques propres aux populations nordiques (cheveux blonds, longue tête et yeux bleus), malgré les polémiques que ses écrits provoquèrent.
Le théologien Gerald Henry Rendall fit connaître ces idées en Angleterre en 1889 avec son ouvrage The Cradle of the Aryans. En 1899, Houston Stewart Chamberlain, gendre de Wagner, soutint, dans sa Genèse du XIXe siècle, que la race supérieure décrite par Gobineau n'avait pas cessé d'exister, et qu'elle subsistait à l'état pur en Allemagne et en Europe du Nord.
Or, de nombreux Allemands se laissèrent, en plus, aller au pangermanisme. Aussi accueillirent-ils comme une bénédiction le message de l'Anglais Chamberlain. D'autant plus que, pendant la Guerre de 1914-18, celui-ci se fit naturaliser allemand. Il fut l'un des principaux inspirateurs d'Hitler, qui a, d'ailleurs, assisté à ses funérailles, en 1927.

#### En France
L'anthropologue français Georges Vacher de Lapouge, anticlérical et socialiste militant, reprend à son compte les classifications raciales développées par Gobineau. Darwiniste convaincu et persuadé de la « victoire des Aryens sur les Juifs », il publie en 1899 le texte de ses cours sous le titre : L'Aryen, son rôle social, sous-titré « cours libre de science politique, professé à l'Université de Montpellier (1889-1890) », qui a fourni les éléments fondateurs de l'antisémitisme nazi.
À partir de ses travaux d'anthropologie, il théorise sa vision raciste du monde. Il oppose la race blanche, aryenne, dolichocéphale, porteuse de grandeur, à la race brachycéphale, « inerte et médiocre ». Classant et hiérarchisant les races humaines, il détermine plusieurs types en Europe :
- l’Homo europeus, grand blond (anglo-saxon ou nordique), protestant, dominateur et créateur ;
- l’Homo alpinus, représenté par l'Auvergnat et le Turc, « parfait esclave craignant le progrès » ;
- l’Homo contractus, ou méditerranéen, enfin, incarné par le Napolitain et l'Andalou, appartenant aux races inférieures[10].

#### En Italie

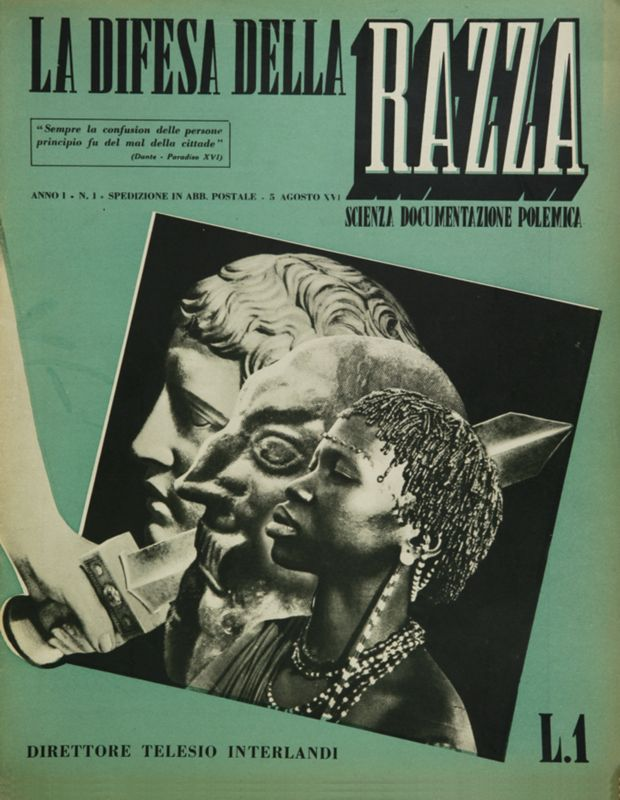
Couverture de La difesa della razza (1938)

Au début, l'Italie fasciste ne prônait ni le racisme, ni l'antisémitisme, bien que certains fascistes fussent déjà racistes et antisémites. Avec les Lois raciales fascistes, le racisme devient un racisme d'État. Des journaux antisémites naissent, comme La difesa della razza.

## Paradoxes induits par la notion de «race aryenne»

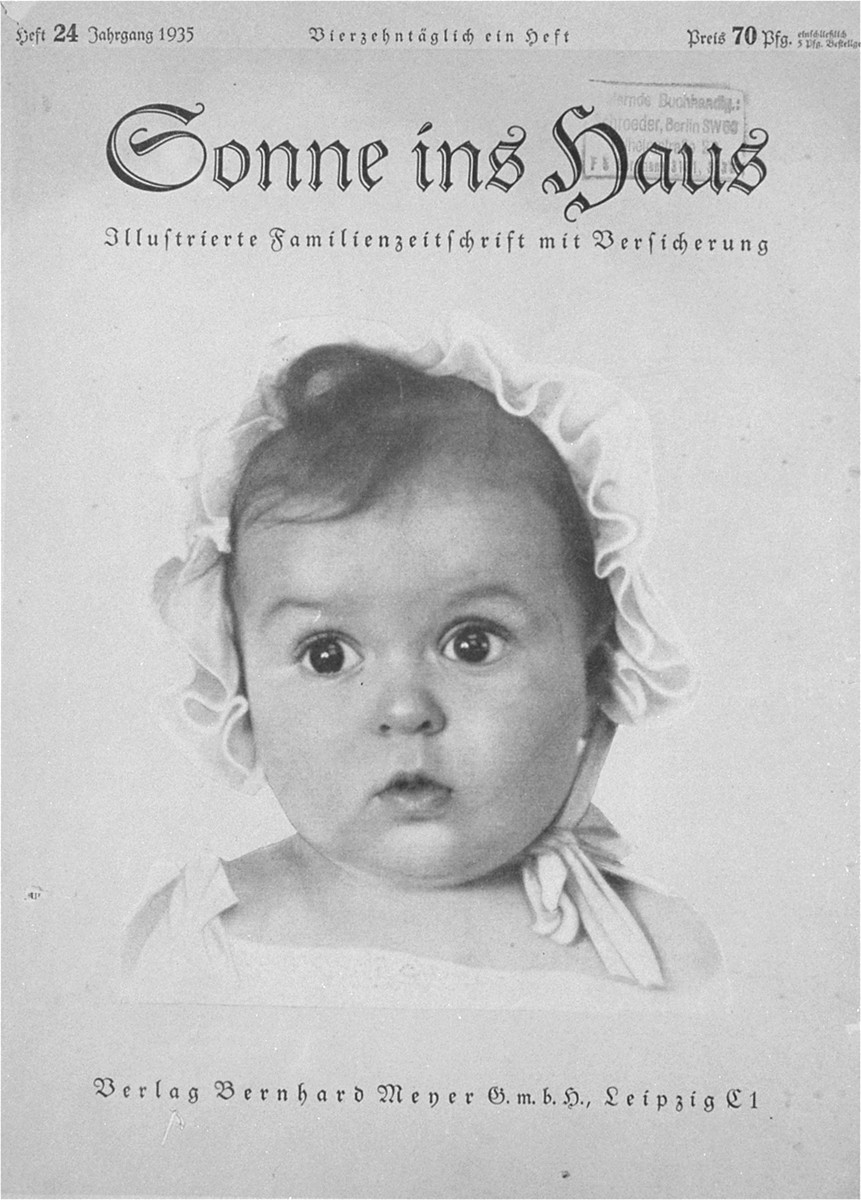
Photographie de couverture d'un magazine nazi montrant Hessy Levinsons, gagnante du « concours du plus beau bébé aryen », alors que ses promoteurs ignoraient la religion juive de l'enfant (janvier 1935),.

Il a été constaté plus haut que l'existence d'une telle race, douteuse et sans fondement scientifique, s'opposait aux simples observations de la morphologie. En effet, pour appliquer de façon cohérente la législation nazie, il aurait fallu, eu égard au concept de races, séparer ceux qui avaient notamment des cheveux blonds, des yeux bleus et un nez droit, de ceux qui avaient des cheveux bruns, des nez busqués, des yeux bruns, etc. Or beaucoup de non-juifs, d'Allemands et de membres du parti nazi, appartenaient au second groupe. Selon une plaisanterie en vogue, le pur « Aryen » aurait dû être « blond comme Hitler, svelte comme Goering, et grand comme Goebbels ».
À la suite notamment de Georges Vacher de Lapouge, certains scientifiques nazis ont prétendu identifier les Aryens en utilisant comme critère des proportions particulières du crâne.
Les lois hitlériennes disposèrent donc que l'on se fonderait sur la religion, la couleur de peau ainsi que sur la nationalité des grands-parents et non sur des critères tels que l'indice céphalique pour déterminer l'appartenance à la race aryenne : on décida que ceux qui avaient des grands-parents chrétiens étaient réputés aryens. Quant à ceux dont trois des quatre grands-parents étaient juifs, ils furent réputés de « race » juive et traités en conséquence.
La préhistorienne Marylène Patou-Mathis relève que les lois pétainistes d'octobre 1940 ont eu « des effets inattendus puisque des Français des Antilles, d'origine africaine et amérindienne, seront considérés comme « Aryens ».

## Concept de race supérieure aujourd'hui

### Théories racialistes
À l'origine de la théorie des races, un conflit oppose les partisans de l'existence d'une race humaine unique (monogénisme), particulièrement le philosophe Kant et l'anthropologue et biologiste Johann Friedrich Blumenbach (1752-1840), et les tenants d'une diversité des races humaines (polygénisme), qu'il s'agisse du philosophe et naturaliste Christoph Meiners ou du physicien et biologiste Samuel Thomas von Sömmerring.
Certains ont tenté de définir scientifiquement des races au sein de l'espèce humaine, notamment en considérant la structure génétique des populations. Cependant, les « races » ainsi définies manquent de pertinence, et leur utilisation en tant qu'unités biologiques est rejetée par les scientifiques. Ainsi, plusieurs études génétiques récentes tendent à réfuter l’existence d’une « race européenne » aux contours bien précis.
En effet, selon une étude de l'expert Chao Tian, en 2009, ayant calculé les distances génétiques (Fst) entre plusieurs populations en se basant sur l’ADN autosomal, les Européens du Sud tels que les Albanais et Italiens du Sud apparaissent soit à peu près autant distants des Arabes du Levant (Druzes, Palestiniens) que des Scandinaves et Russes, soit plus proches des premiers. Un Italien du Sud est ainsi génétiquement deux fois et demie plus proche d'un Palestinien que d'un Finlandais,, mais une telle distance avec les Finlandais n'est pas représentative des distances entre les Européens, elle s'explique parce que les Finlandais sont mélangés avec des asiatiques sibériens, d'affinité proche des Sami, les Finlandais sont donc un peuple génétiquement assez isolé des autres Européens (y compris des Scandinaves et des Russes), ce qui les éloigne du reste des Européens sur le plan des distances génétiques. De même, les Italiens du Sud constituent un groupe plus distant.

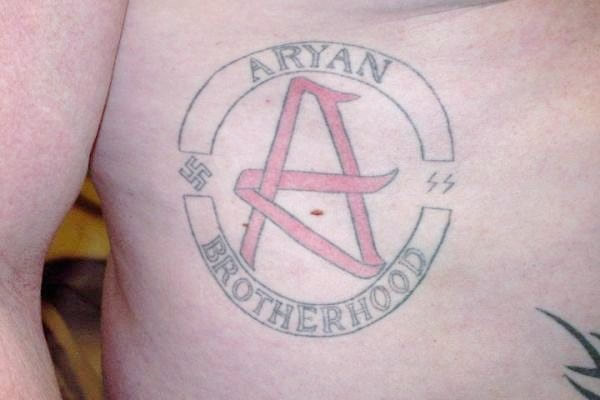
Tatouage d'un sympathisant de la Fraternité aryenne (Aryan Brotherhood)

### Survivance du concept
Le concept de « race aryenne » est abandonné par la majorité de la population au XXIe siècle, alors même que celui de « races » est contesté pour ce qui concerne les divisions de l'espèce humaine. Il continue d'être utilisé par des groupes extrémistes se réclamant de la supériorité de la race aryenne (skinheads nazis, néonazis, Ku Klux Klan, odinisites etc.).